# UFC 200: Tate vs. Nunes
UFC 200: Tate vs. Nunes war eine Mixed-Martial-Arts-Veranstaltung der Ultimate Fighting Championship (UFC). Sie fand am 9. Juli 2016 in der T-Mobile Arena in Paradise, Nevada, Vereinigte Staaten statt und wurde als Pay-per-View ausgestrahlt.
UFC 200 war die 200. Hauptveranstaltung der UFC seit UFC 1: The Beginning im November 1993. Dementsprechend wurde sie von der Promotion als Jubiläumsausgabe beworben. Zugleich war es die letzte Veranstaltung der UFC mit der Zuffa LLC als Eigentümer. Wenige Tage später wurde die Organisation für vier Milliarden US-Dollar an eine Investorengruppe unter Führung der William Morris Agency und der International Management Group verkauft.

## Hintergrund

### Querelen um den Hauptkampf im Vorfeld
Zum ersten Mal fand ein Event der UFC in der T-Mobile Arena in Las Vegas statt, die erst im April 2016 eröffnet worden war.
Im März 2016, nachdem Nate Diaz seinen Gegner, den Federgewichtschampion Conor McGregor im Hauptkampf von UFC 196 besiegt hatte, gab die UFC bekannt, dass ein Rückkampf der beiden der Hauptkampf der UFC-Jubiläumsveranstaltung UFC 200 sein werde. Jedoch teilte McGregor selbst Mitte April auf Twitter mit, dass er nicht mehr in den UFC-Ring zurückkehren und seine Karriere im Leistungssport beenden werde. Somit wurde auch der Rückkampf seitens McGregors abgesagt.
Einige Tage später gab UFC-Präsident Dana White bekannt, dass es sich bei McGregors Rücktrittsverkündung nur um eine Finte gehandelt habe, da er sich zu diesem Zeitpunkt in einem Trainingslager in Island aufgehalten habe und den langen Weg zu einer Pressekonferenz der UFC vermeiden wollte. Auch McGregor selbst erklärte, dass er nicht zurückgetreten sei und sein Kampf bei UFC 200 nun doch, allerdings nicht mehr als Hauptkampf, stattfinden werde. Im Juni sagte die UFC den Kampf endgültig ab und verschob ihn auf UFC 202.
Am 27. April 2016 gab die UFC bekannt, dass der neue Hauptkampf ein Titelvereinigungskampf zwischen dem Halbschwergewichtschampion Daniel Cormier und dem Interims Champion und früheren Titelträger Jon Jones sein werde. Die beiden trafen bereits bei UFC 182 im Januar 2015 aufeinander, als der damalige Champion Jones seinen Titel erfolgreich gegen Cormier verteidigen konnte. Der Rückkampf sollte ursprünglich bereits bei UFC 197 am 23. April 2016 stattfinden, wurde jedoch aufgrund einer Verletzung Cormiers abgesagt. Jones gewann stattdessen gegen Ovince Saint Preux den Interimstitel im Halbschwergewicht.
Wenige Tage vor der Veranstaltung wurde bekannt, dass Jones bei einer Trainingseinheit eine positive Dopingprobe bei der von der UFC unabhängigen United States Anti-Doping Agency (USADA) abgegeben hatte. Somit konnte auch dieser Kampf zwischen ihm und Cormier nicht stattfinden und die UFC hatte erneut keinen Hauptkampf für die Jubiläumsveranstaltung. Dafür sollte stattdessen der Kampf zwischen dem UFC-Rückkehrer Brock Lesnar und dessen Gegner Mark Hunt fungieren. Cormier kämpfte stattdessen gegen den Brasilianer Anderson Silva, dabei ging es jedoch nicht um den Titel im Halbschwergewicht.
Letztendlich wurde der Kampf zwischen Titelträgerin Miesha Tate und Amanda Nunes um den Bantamgewichtstitel der Frauen, der zuvor bereits zum zweiten Hauptkampf auserkoren worden war, auch zum „richtigen“ Hauptkampf.

### Sonstiges
Am 4. Juni 2016, wenige Stunden vor dem Start von UFC 199, wurde bekannt, dass der Wrestler und frühere MMA-Kämpfer und UFC-Schwergewichtstitelträger Brock Lesnar, der bei der Wrestling-Promotion WWE unter Vertrag steht, für einen Kampf bei UFC 200 zur UFC zurückkehren werde. Einen Tag später wurde dies von der UFC bestätigt. Am 6. Juni wurde bekannt gegeben, dass Lesnar bei seinem Comeback auf den Neuseeländer Mark Hunt treffen werde. Zugleich sollte das Aufeinandertreffen einen der Co-Hauptkämpfe der Veranstaltung darstellen. Wenige Tage vor der Veranstaltung wurde der Kampf nach der Absage von Cormier vs. Jones sogar zum Hauptkampf, dies wurde jedoch mit der Nominierung von Tate vs. Nunes zum Selbigen wieder verworfen.
Beim Wiegen verpasste der in einem Catchgewicht von knapp 171 Pfund (ca. 78 Kilogramm) gegen Kelvin Gastelum antretende Johny Hendricks das Kampfgewicht um etwa 0,25 Pfund. Da sich Hendricks erst im letztmöglichen Moment einwiegen ließ, konnte er sich auch nicht mehr nachwiegen lassen. Zur Strafe musste er zwanzig Prozent seiner Einnahmen aus dem Kampf an Gastelum abgeben.

## Ergebnisse
TKO = Technischer Knockout (Technical Knockout); SUB = Aufgabe durch Abklopfen (Submission); UDE = Punktentscheidung (einstimmig) (Unanimous Decision); NC = Ohne Wertung (No Contest); (C) = Titelträger vor dem Kampf (Champion).
| Gewichtsklasse                    | Sieger                     | Verlierer                  | Methode                 | Runde | Zeit | Anmerkung |
| --------------------------------- | -------------------------- | -------------------------- | ----------------------- | ----- | ---- | --- |
| Preliminary Card (UFC Fight Pass) |                            |                            |                         |       |      | |
| Leichtgewicht                     | Jim Miller                 | Takanori Gomi              | TKO                     | 1     | 2:18 | |
| Mittelgewicht                     | Gegard Mousasi             | Thiago Santos              | TKO                     | 1     | 4:32 | |
| Leichtgewicht                     | Joe Lauzon                 | Diego Sanchez              | TKO                     | 1     | 1:26 | |
| Preliminary Card (Fox Sports 1)   |                            |                            |                         |       |      | |
| Leichtgewicht                     | Sage Northcutt             | Enrique Marín              | UDE 29-28, 29-28, 29-28 | 3     | 5:00 | |
| Bantamgewicht                     | T. J. Dillashaw            | Raphael Assunção           | UDE 30-27, 30-27, 30-27 | 3     | 5:00 | |
| Catchgewicht (171,25 lb/77,68 kg) | Kelvin Gastelum            | Johny Hendricks            | UDE 29-28, 30-27, 30-27 | 3     | 5:00 | |
| Bantamgewicht (Frauen)            | Julianna Peña              | Cat Zingano                | UDE 29-28, 29-28, 29-28 | 3     | 5:00 | |
| Main Card                         |                            |                            |                         |       |      | |
| Schwergewicht                     | Cain Velasquez             | Travis Browne              | TKO                     | 1     | 4:57 | |
| Federgewicht                      | José Aldo                  | Frankie Edgar              | UDE 49-46, 49-46, 48-47 | 5     | 5:00 | Federgewichtstitel (interim) |
| Halbschwergewicht                 | Daniel Cormier (C)         | Anderson Silva             | UDE 30-26, 30-26, 30-26 | 3     | 5:00 | Kein Titelkampf |
| Schwergewicht                     | Brock Lesnar vs. Mark Hunt | Brock Lesnar vs. Mark Hunt | NC                      | NC    | NC   | Ursprünglich als Sieg durch UDE (29-27, 29-27, 29-27) für Lesnar gewertet. Der Sieg wurde ihm am 15. Dezember 2016 aufgrund seines Dopingvergehens aberkannt. |
| Bantamgewicht (Frauen)            | Amanda Nunes               | Miesha Tate (C)            | SUB                     | 1     | 3:16 | Bantamgewichtstitel (Frauen) |

## Nach der Veranstaltung
Am Freitag, den 15. Juli 2016 wurde Brock Lesnar von der USADA darüber informiert, dass er am 28. Juni, elf Tage vor seinem Kampf positiv auf Doping getestet worden war. Die UFC erklärte wenig später, sie habe zum Zeitpunkt der Veranstaltung noch nichts von einem möglichen Verstoß Lesnars gegen die Anti-Doping-Richtlinien gewusst, daher habe dieser auch zu seinem Kampf gegen Mark Hunt antreten dürfen. Am 19. Juli wurde bekannt, dass Lesnar auch am Tag seines Kampfes selbst positiv getestet wurde. Am 15. Dezember 2016 wurde Lesnar von der USADA rückwirkend vom Juli 2016 für ein Jahr gesperrt und zu einer Geldstrafe von 250.000 US-Dollar verurteilt. Zudem wurde ihm sein Sieg gegen Hunt aberkannt.
Am 7. November 2016 wurde Jon Jones, der im Vorfeld von UFC 200 positiv getestet worden war, rückwirkend vom 6. Juli 2016 für ein Jahr gesperrt. Zuvor hatte er nachweisen können, die verbotenen Substanzen, auf die er getestet worden war, unabsichtlich über ein verunreinigtes Potenzmittel eingenommen zu haben.